# Godkiller
«Godkiller» — монегасская метал-группа из Монте-Карло, созданная в 1994 году. Единственный участник коллектива — музыкант Дюк Сатанаэль (фр. Duke Satanaël).

## История
«Godkiller» был создан в 1994 году в Монте-Карло (Монако) как one-man band с единственным участником-мультиинструменталистом Дюком Сатанаэлем (настоящее имя — Бенжамен Лабаррер (фр. Benjamin Labarrère)). Ранее Лабаррер участвовал во французской блэк-метал-группе «Kristallnacht» в качестве клавишника и ударника, а также некоторое время принимал параллельное участие в проекте «Uranium 235» под псевдонимом Nuclear Exterminator.
Первый успех к проекту пришёл с выходом пластинки «The Rebirth of the Middle Ages» (1996), которая была распродана тиражом более 5000 копий. Первоначально музыка исполнялась в дэт- и блэк-метал-стилях, однако уже к выпуску дебютного полноформатного альбома «The End of the World» (1998) музыкальный стиль «Godkiller» стал постепенно меняться под влиянием творчества «Samael». Второй альбом коллектива «Deliverance», вышедший в 2000, получил положительные отзывы музыкальных критиков.
После выхода второго альбома Дюк Сатанаэль свёл музыкальную деятельность в рамках «Godkiller» к минимуму, практически перестав записывать новые релизы. Лишь в 2012 году музыкант выложил на официальном сайте группы первые две демозаписи группы, чтобы воспрепятствовать несогласованному с ним их платному распространению.

## Дискография

### Альбомы
- «The End of the World» (1998) —  Rock Hard: [7]
- «Deliverance» (2000) —  Metal Hammer: 5/7[4]; Rock Hard: [5]

### EP
- «The Rebirth of the Middle Ages» (1996) —  Музыкальная газета: (нейтр.)

### Демозаписи
- «Ad Majorem Satanae Gloriam» (1994)
- «The Warlord» (1995)